# СТАРТ
Вижте пояснителната страница за други значения на Старт.
СТАРТ – Договор за ограничаване на стратегическите настъпателни оръжия) е договор между САЩ и СССР, респективно Русия, за съвместно, постепенно намаляване / редуциране на стратегическите носители на ядрени оръжия.
Преговорите за този договор относно намаляването на стратегичските ядрени оръжия са известни под наименованието (на английски: Strategic Arms Reduction Treaty) съкратено „START“.

## СТАРТ 1
Рамката на споразумението СТАРТ 1 и много от клаузите са създадени още в края на управлението на американския президент Роналд Рейган през 1982 г. като първоначално той е смятал това споразумение да носи името САЛТ 3. На 31 юли 1991 г., 5 месеца преди разпадането на Съветския съюз, се подписва от следващия президент Джордж Х. У. Буш и Михаил Горбачов. Забавянето се поражда донякъде от парадоксалния факт, че разведряването създава условия за по-лесен диалог, опасността от ядрена война намалява и по този начин нуждата от подобни договорености също намалява.
Спогодбата предвижда намаляване до 1600 носители с максимално 6000 ядрени бойни глави, също така съкаращаване наполовина на тежките съветски междуконтинентални ракети (ICBM) SS-18 Satan и една горна граница за всяка от двете страни от 4900 ядрени бойни глави на ICBM (Междуконтинентална балистична ракета) и SLBM (Submarine-launched ballistic missile).

### Условия по СТАРТ 1
- 1600 превозни средства за доставка на стратегическо ядрено оръжие(SNDVs)
- 6000 бойни глави, от които не повече 4900 може да са на балистични ракети
- 1540 бойни глави, разположени на 154 тежки междуконтинентални балистични ракети (ICBMs) от руска страна
- 1100 бойни глави, разположени на подвижни ICBMs
- редуциране на бойни глави на МIRVed ракети

Резултатът ще бъде намаляване на стратегическите бойни глави общо 25 – 35%
Този първи договор СТАРТ отразява един компромис между основните приоритети на всяка от двете страни. САЩ се стремят към намаляване на ICBMs тъй като това е сферата, в която Съветският съюз има числено превъзходство. От своя страна Русия се стреми към намаляване на SLBMs поради превъзходството на САЩ. Споразумението предвижда намаляване на двете категории оръжия, въпреки че броят им определен като краен е несиметрично разпределен между тях двете и между оръжейните системи.
Договорът води след себе си съответните последствия и за двете страни. СТАРТ се придружава от някои важни едностранни официални политически декларации. Една от тях е заявлението на Съветския съюз, че ще се счита обвързан с този договор, доколкото САЩ спазват Договора за противоракетна отбрана (ПРО) във вида, в който е бил подписан през 1972 г. между двете страни и че всяко материално нарушение или отхвърляне на Договора за ПРО от страна на САЩ ще бъде основание за СССР да се оттегли от СТАРТ.
Други споразумения по този договор засягат мерките за проверка – като инспекции на място и забрана за кодиране на телеметрични данни при тестови полети на ракети.
По време на преговорите САЩ имат преднина при бомбардировачите – B-52, въпреки че не са най-новата технология, са заслужаващи доверие самолети, въпреки че са оборудвани само с насочвани ракети за прецизни удари от далечно разстояние. По същото време САЩ започват да използват и новия B-1B, квази-стелт бомбардировач.
Съветските въздушни сили почти не представляват опасност за САЩ – от 1200 среднотежки и тежки бомбардировачи, само 150 от тях могат да достигнат Северна Америка и да пробият слабо охраняваното въздушно пространство на САЩ. От друга страна американските ВВС, въпреки многобройните самолети, трябва да се справят с тежката и по-добра въздушна защита на Съветския съюз.
Преговорите по СТАРТ са забавени няколко пъти поради невъзможността да се преговаря с ръководителите на Съветския съюз преди Горбачов. Именно тези забавяния водят до това, че до подписването му на 31.07.1991 г. САЩ и Съветския съюз имат по над 10 000 бойни глави в запас – и всичко това е резултат от напреварата помежду им през 80-те години – резултат от липсата на диалог и желание да се подпише споразумението на ранен етап.
Като допълнение към договора трябва да се отбележи подписването на Лисабонския протокол на 23 май 1992 г. от САЩ, Беларус, Казахстан, Украйна и Русия на церемония в Португалия. С него СТАРТ се превръща от двустранен в многостранен гоговор. Трите бивши съветски републики се съгласяват да станат страни по Договора за неразпространение на ядрено оръжие, като неядрени държави „във възможно най-кратко време“. В допълнение към протокола в писма до президента Буш, държавните глави на трите републики обещават да унищожат всички стратегически оръжия на тяхна територия в рамките на определения седемгодишен период в СТАРТ 1.
Президентът Буш предоставя на Сената СТАРТ 1 през ноември 1991 г. и Лисабонския протокол през юни 1992 г. Три сенатски комисии трябва да прегледат документите и да издадат доклади – Комисия по външните отношения, Комисия по въоръжените сили и избрана комисия по разузнаването. Всички те дават своето мнение и оценка, също така наблягат на слабите места в договора и предлагат решения за тях, след което почти единодушно гласуват (93 гласа „за“ срещу 6 „против“) за ратификацията на СТАРТ 1 (1 октомври 1992 г.).
Разпадането на Съветския съюз забавя влизането в сила на СТАРТ с почти три години и половина, докато Беларус, Казахстан и Украйна го ратифицират. На 5 декември 1994 г. всички страни по него разменят ратификационните си грамоти на среща на високо равнище в Будапеща. Старт 1 ще има 15-годишно времетраене като може да бъде продължен и за допълнителни 5 години по съгласие на страните.
На 5 декември 2001 г. Съединените щати и Руската федерация успешно постигат определените в СТАРТ нива на 6000 разположени бойни глави.
Въпреки трудностите пред СТАРТ I, той остава в историята като възлов момент в отношенията между САЩ и тогава все още съществуващия Съветски съюз, давайки тласък на по-нататъшното договаряне в сферата на разоръжаването.
След като в началото на 90-те години се подписва друга спогодба, СТАРТ 2, СТАРТ се преименува в СТАРТ 1. Договорът СТАРТ 1 изтича края на декември 2009 г.

## СТАРТ 2
Вторият основополагащ договор между САЩ и Русия, характеризиращ отношенията между тях в областта на стратегическите оръжия за периода 1990 – 1999 г. е Договорът СТАРТ II (3 януари 1993 г.), подписан от Джордж Х. У. Буш от страна на САЩ и Борис Елцин от страна на Руската Федерация на 3 януари 1993 г.

### Условия по СТАРТ 2
- елиминиране на тежките (ICMBs),
- редуциране на общия брой на стратегическите ядрени оръжия, разположени в двете страни с две-трети на два етапа:
  - в края на първата фаза – да останат 3800 – 4250
  - в края на втората фаза – да останат 3000 – 3500
- могат да бъдат оставени само едноглави интерконтинентални балистични ракети

Продължението на СТАРТ 1 изисква забраната за използване на базирани на суша междуконтиненталните ракети с разделящи се глави. Заради това е трябвало да бъдат унищожени всички руски SS-18 Satan и американските „Peacekeeper“ ракети. Договорено е до 2003 година съкращаването на ядрените глави на Русия и САЩ да стигнат 3000 до максимално 3500 единици. Това трябва да бъде извършено до 1 януари 2003 г. Срокът може да се съкрати до 31 декември 2000 г., ако САЩ предоставят достатъчно помощ за Русия, необходима за по-бързото демонтиране на стратегическите ѝ нападателни оръжия. В същото време споразумението не задължава страните да ликвидират действително демонтираните ядрени глави, а и не ги ограничива в тяхното складиране.
Този исторически договор започва началато си на 17 юни 1992 г. с подписването на т.нар. „Joint Understanding“. Официалното подписване на спогодбата е на 3 Янауари 1993 г. Ратификацията на договора от Американския Сенат следва на 26 януари 1996 г. с вот 87 срещу 4. Руската Дума, обаче забавя влизането му в сила с няколко години поради американските военни операции в Ирак и Косово, както и разширението на НАТО. Също така, договорът би означавал за Русия по-големи разходи за въоръжаване, за да може складираните дотогава междуконтинентални ракети (ICBM) с насочващи бойни глави (MIRV), съответно да се конвертират в морско базирани ракети SLBM и обикновени междуконтинентални ракети само с една бойна (взривна) глава.
Редица експерти и от двете страни обаче (включително и ръководството на руските въоръжени сили) излизат със становището, че договорът всъщност до голяма степен облекчава Русия, тъй като на практика ядреният арсенал на страната е в изключително лошо състояние и за поддръжката му са необходими огромни средства, с които Русия не разполага. САЩ, след отказа на Думата да ратифицира СТАРТ II, не са склонни да отпускат средства. В тази връзка е и решението на Камарата на представителите, от юни 1995 г., да се прекрати помощта за унищожаване на ядрените оръжия в Русия. До този момент с американска помощ Русия демонтира 2800 ядрени глави, останали от времето на Студената война.
През 1997 г. двете страни се опитват отново чрез споразумения да спасят СТАРТ 2. По този начин се отлага срока на изпълнението на довора с 5 години и съответните към този договор мерки за разоръжаване от 2002 г., за края на 2007 г. Също така след влизането в сила на СТАРТ 2 би трябвало да започнат преговорите за сключването на СТАРТ 3, за да може да бъде намален броя на ядрените глави на 2000 до максимум 2500. По-късно вместо това се сключва сподбата за Strategic Offensive Reductions Treaty (SORT) (Договор за съкращаване на стратегическите оръжия).
Впоследствие двете страни губят интерес към този довор.
Най-важната точка за САЩ е промяната (модфикацията) на ABM-Договора (Договор за ограничение на системите за противоракетна отбрана – ПРО), която трябва да им позволи изграждането на една отбранителна система против балистични ракети – действие, на което Русия ясно се противопоставя.
На 14 април 2010 СТАРТ 2 е окончателно ратифициран от Руската Дума, но с условието да се установи САЩ в ПРО/ ABM-Договора. Малко по-късно, обаче, САЩ прекратява ПРО/ ABM-Договора, като по този начин СТАРТ 2 не влиза в сила.
По време на срещата на върха през ноември 2001 г. се договаря споразумението СОРТ от Джордж Буш и Владимир Путин, което по-късно се подписва на Московската среща на върха на 24 май 2002 г. Двете страни изразяват готовност за намаляване на бойните глави еднозначно, вместо сключването (приключването) на СТАРТ 2.
За разлика от Старт 2, SORT (СОРТ) се базира не върху носителите, а върху бойните глави в готовност. В това число не са включени бойните глави, които са вече заскладени или технически необслужвани (неподдържани). Освен това SORT не съдържа механизъм на проверка (верификация) и подробен времеви план.

## Нов СТАРТ
В своята Пражка реч от 5 април 2009 г., американският президент Барак Обама, обявява че започнатите преговори за разоръжаване ще бъдат продължени на срещата на върха Г20 в Лондон и че през 2009 г. трябва да се предоговори един нов договор за съкращаване на стратегическите настъпателни оръжия. Това обещание се разисква на срещата на върха в L’Aquila в Декларацията за неразпространение на Г8, където президента Обама обявява среща на върха за световна атомна сигурност през март 2010 г.
На 26 март 2010 г. президентите на Русия и САЩ – Дмитрий Медведев и Барак Обама се обявяват за по-нататъшно ограничение на броя на ядрените оръжия. На 8 април 2010 г. двамата президенти подписват в Прага, валидния до 2020 г. нов СТАРТ (START) договор, относно мерките за по-нататъшно съкращаване и ограничаване на стратегическите нападателни оръжия. След ратифицирането на договора се предвижда за следващите 7 години съкращаване на броя на бойните глави от 2200 на 1550 и броя на носителите от 1600 на 800. Стационирането на 14 наземни защитни системи срещу балистични ракети при Fort Greely в Аляска и други 4 във военно въздушната база Ванденберг (Vandenberg Air Force Base) в Калифорния, не попадат в ограничението на договора.
В новия договор са фиксирани следните пределни равнища за ядрените сили на Русия и САЩ:
- 1550 разгънати бойни заряди за всяка от страните, което е приблизително с една трета по-ниско от равнището на зарядите, предвидени от договора от 2002 г. (СНП);
- 700 разгънати междуконтинентални балистични ракети, разгънати балистични ракети на подводниците и разгънати тежки бомбардировачи, което е над два пъти по-ниско равнище от предвиденото в СНВ-1;
- 800 разгънати и неразгънати пускови установки на междуконтиненталните балистични ракети, разгънати и неразгънати пускови установки на балистични ракети на подводниците и разгънати и неразгънати тежки бомбардировачи.

От важно значение е особеността, че всяка от страните има право самостоятелно да определя състава и структурата на своите стратегически настъпателни въоръжения.
На 22 декември 2010 г. Сената на САЩ приема СТАРТ (START) споразумението. Американският президент Обама е зависещ от подкрепата на Републиканската Партия, защото за ратифицирането на това споразумение е необходимо мнозинство от 2/3. Руската Дума, която е обявила съгласието ѝ още преди решението на Американския сенат, прие (ратифицира) споразумението на 25 януари 2011. Със съгласието на Руския Федерален Съвет процесът по ратифициране приключва на 26 януари 2011 г.
В случай на изключителни обстоятелства, които биха довели до анулирането на Нов Старт, президентът трябва да осведоми Парламента и да се посъветва с него за по-нататъшни действия. С други думи анулирането на договора не е автоматично, а трябва решение от най-високо ниво. Другите страни не са точно определени, се издигат 2 предположения как би могло да се наруши споразумението – от съюзници на САЩ като Франция и Англия с ядрени арсенали, което е много слабо вероятно или от модернизиращия се във военно отношение Китай.
Договорът влиза в сила на 5 февруари 2011 г., на срещатата за сигурност в Мюнхен с размяната на актовете за ратификация от външния министър на САЩ Хилари Клинтън и нейния руски колега Сергей Лавров.

## Меморандум за разбирателство на СТАРТ 1
| Дата                    | Разгърнати ICBMs и свързаните с тях ракети-носители, на разгърнати SLBMs и свързаните с тях ракети-носители, и разгърнати тежки бомбардировачи | Бойни глави за ICBMs, SLBMs и стратегически бомбардировачи | ICBM и SLBM бойни глави | Експлозивна сила на ICBM и SLBM, разгърнати (в МТ) |
| ----------------------- | --- | ---------------------------------------------------------- | ----------------------- | -------------------------------------------------- |
| 1 юли 2009              | 809 | 3,897                                                      | 3,289                   | 2,297.0                                            |
| 1 януари 2009           | 814 | 3,909                                                      | 3,239                   | 2,301.8                                            |
| 1 януари 2008           | 952 | 4,147                                                      | 3,515                   | 2,373.5                                            |
| 1 септември 1990 (СССР) | 2,500 | 10 271                                                     | 9,416                   | 6,626.3                                            |

| Дата             | Разгърнати ICBMs и свързаните с тях ракети-носители, на разгърнати SLBMs и свързаните с тях ракети-носители, и разгърнати тежки бомбардировачи | Бойни глави за ICBMs, SLBMs и стратегически бомбардировачи | ICBM и SLBM бойни глави | Експлозивна сила на ICBM и SLBM, разгърнати (в МТ) |
| ---------------- | --- | ---------------------------------------------------------- | ----------------------- | -------------------------------------------------- |
| 1 юли 2009       | 1,188 | 5,916                                                      | 4,864                   | 1,857.3                                            |
| 1 януари 2009    | 1,198 | 5,576                                                      | 4,514                   | 1,717.3                                            |
| 1 януари 2008    | 1,225 | 5,914                                                      | 4,816                   | 1,826.1                                            |
| 1 септември 1990 | 2,246 | 10 563                                                     | 8,210                   | 2,361.3                                            |